# جوسایا زورو
جوسایا زورو (انگلیسی: Josiah Zuro؛ ۲۷ نوامبر ۱۸۸۷ – ۱۸ اکتبر ۱۹۳۰) نوازنده پیانو و آهنگساز اهل ایالات متحده آمریکا بود.
از فیلم‌هایی که وی در آن‌ها نقش داشته‌است، می‌توان به بلندپرواز باش، تعطیلات، ولتاژ بالا، شاهنشاه و واگن سرپوشیده اشاره نمود.